# Feminismo chicano
El feminismo chicano es un grupo de teorías y prácticas sociales sobre la participación de la mujer méxico-estadounidense, chicana o hispana en aspectos históricos, políticos y sociales en Estados Unidos. Adicionalmente, se ha definido al feminismo chicano como una ideología que rechaza los estereotipos relacionados con género, etnicidad, clase, raza y sexualidad.
Mientras que el feminismo chicano se asocia principalmente con la época de finales de los 80s, el movimiento continúa siendo un marco teórico relevante para las personas méxico-americanas. Emerge desde el Movimiento Chicano de los 60s y 70s. Durante este, la mujeres fueron participantes activas pero sus logros no fueron ampliamente reconocidos, y seguido enfrentaban oposición de los líderes del Movimiento.

## General
Las mujeres fueron protagonistas en los movimientos chicanos debido al papel que se les ha asignado históricamente en la cultura, la religión, la historia y la sociedad en general. Las mujeres chicanas de finales de los años 60 y principios de los 70 no se sienten tomadas en cuenta por el movimiento chicano surgido en Estados Unidos. Este movimiento fue comandado mayormente por hombres y en el cual el sexo femenino aún se encuentra a la sombra de padres, hermanos, abuelos, hijos y esposos. En cuanto al feminismo de esta época, creado por y para mujeres predominantemente blancas, de clase media y con mayores posibilidades de acceso a la academia y la cultura, tampoco incluía o se refería a las mujeres chicanas atravesadas por la raza, la etnia, la clase y la sexualidad. Representadas y reconocidas como las madres protectoras y sacrificadas, las feministas chicanas reclaman su derecho a situarse en los lugares e identidades no reconocidas: no la madre abnegada, no la latina hipersexualizada, no la mujer blanca y heterosexual del primer feminismo. Las feministas chicanas exigen su facultad de reconocerse con dos o más nacionalidades, no sólo la oprimida o la opresora, sino también dentro y fuera de ellas, de asumirse lesbianas, no necesariamente femeninas y de nombrarse protagonistas de sus propias historias. Gloria Anzaldúa, una de las referencias obligadas en esta corriente del feminismo, explica: “Para una mujer de mi cultura únicamente había tres direcciones hacia las que volverse: hacia la Iglesia como monja, hacia las calles como prostituta, o hacia el hogar como madre. Hoy en día algunas de nosotras, muy pocas, tenemos una cuarta opción: incorporarnos al mundo por medio de la educación y la carrera profesional y convertirnos en personas autónomas” 
De esta manera, el feminismo chicano busca desconstruir los estereotipos implantados por la cultura patriarcal instaurada en las costumbres y tradiciones, tanto latinoamericanas, como estadounidenses.  Así, desde los márgenes de la nacionalidad, la raza, la cultura, la clase y la sexualidad, las feministas chicanas se organizan para “empoderar” la cultura mestiza, su lenguaje, representaciones e historia a través del arte, primordialmente de la literatura en la que la narración en primera persona y el spanglish son elementos políticos primordiales.

## Xicanas
A comienzos de la década de los 90 al tiempo que que se inician los preparativos por la conmemoración del V centenario del llamado "descubrimiento de América" muchas feministas Chicanas pasan a designarse a si mismas como Xicanas reivindicando con la transgresión ortográfica las lenguas pehispáinicas y reavivando lo que se ha denominado feminismo indigenista reforzado con la aparición del EZLN y los levantamientos de Chiapas.

## Organizaciones

### Comisión Femenil Mexicana Nacional
La Comisión Femenil Mexicana Nacional (CFMN) fue una de las primeras organizaciones feministas Chicanas. La CFMN se originó en 1970 bajo el liderazgo de Francisca Flores. Fue una respuesta a la falta de inclusión de la mujer en la política Chicana y en el movimiento feminista por racismo. Su misión original era el promover el liderazgo, la diseminación de información, la solución de problemas de Chicanas/Mexicanas, y el formar lazos con otras organizaciones similares.